# Thomas van Seeratt (rentmeester)
Thomas van Seeratt (1676 - Groningen, 24 maart 1736) was commies-provinciaal en vanaf 1721 rentmeester van de provinciegoederen in de provincie Groningen. Hij is van grote betekenis geweest voor de waterstaatsorganisatie in de provincie.
Thomas van Seeratt werd geboren in Hakarp, een dorp in de omgeving van Huskvarna, in het Zweedse Småland. Hij heette oorspronkelijk Thomas van Rappholt. Zijn familie van vaderszijde kwam uit Silezië, zijn moeder was van Estlandse en Zweedse afkomst. Hij was rond 1707 in dienst van de Tweede West-Indische Compagnie in de functie van kapitein. In die functie was hij vermoedelijk verantwoordelijk voor het vervoeren van enkele duizenden slaafgemaakten tussen Ghana (Fort Elmina) en Curaçao.
In 1716 werd hij aangesteld als commies-provinciaal (te vergelijken met de functie van hoofd van de provinciale waterstaat).
Kort na zijn aanstelling bracht Van Seeratt gedeputeerde staten op de hoogte van de slechte toestand van de Groninger zeedijken. De dijkplichtigen groeven de grond, die voor de versterking van de dijken nodig was, weg aan de voet van de binnenzijde van de dijken. Dit kwam uiteraard niet ten goede aan de betrouwbaarheid van de zeeweringen.

## Kapitein bij de WIC
In 1707 is hij in dienst van de WIC, de West-Indische Compagnie en maakt verschillende reizen naar Afrika als kapitein. Zoals veel WIC-schepen is zijn schip ook een onderdeel van de slavenhandel. HIj wordt door de kamer Amsterdam van de WIC benoemd tot kapitein van het jacht Elmina, en tussen 1707 en 1717 komt zijn naam regelmatig voor in de notulen van de WIC. Daaruit blijkt dat hij pas in april 1708 terugvoer als schipper van de Eva Maria, mat een lading palmolie, olifantstanden, crevel en goud. Crevel is wellicht een verbastering van het Engelse gravel, wat toendertijd ook gebruikt werd voor gouderts. Hij had ook wat limoensap aan boord voor eigen rekening. Hiervoor had hij geen toestemming en moest zich daarvoor verantwoorden voor de Heren Bewindvoorders in Amsterdam. In 1709 vertrekt hij weer van Texel met een vloot en een paar konvooischepen. In 1710 was hij weer thuis. Maar de heren te Amsterdam slecht over hem te spreken, zij beschuldigden hem ervan van zijn instructie en artikelbrief te zijn afgeweken. Immers "om zijn lorrendraijerijen" te plegen was hij voor de wal van het konvooi, waarmee hij uit Engeland was gekomen, afgestoken en een dag vroeger op Texel gearriveerd. Door zo te handelen had hij, meenden zij, schip en lading in gevaar gebracht, met het gevolg dat de assuradeurs aanspraak konden maken op de premie. Zijn gage werd verbeurd verklaard.Maar de overige kamers vonden dit blijkbaar niet zo erg, want in een verenigde vergadering van alle kamers werd bepaald dat zijn achterstallige gage wel uitbetaald moest worden. In 1713 ging hij weer op weg met het schip "De Africaense Galeij". Ze leden echter schipbreuk voor de Moorse kust. Hij overleefde dit en verscheen op 3 november van dat jaar voor de bewindhebbers om verantwoording af te leggen.
In 1715/17 was zijn laatste vaart met "De Nieuwe Post", een slavenhaler van de Groningse kamer "Stad en Lande". Dit schip van 118 voet lang zou via Elmina en Angola naar Curaçao varen. Omdat er op de kust van Guinea nog een grote hoeveelheid onverkochte goederen waren, zouden ze uit Nederland maar weinig goederen meenemen. Onderweg veroverde hij het lorrendraaiersschip "Vlissings Welvaren", kreeg wel wat ruzie met de bemanning, maar is in juni 1716 weer behouden op Texel aangekomen. Details hiervan zijn niet bekend, omdat erover in het archief van de Kamer Stad en Lande vrijwiel niets bewaard is gebleven.
Van Seeratts neef Jurriaan Lindenberg voer na het stoppen van Van Seeratt ook voor de WIC. Dat het Van Seeratts neef is, blijkt uit een testament van Van Seeratt en Scottaway uit 1728, waarin Van Seeratt zijn neef een zilveren lampet met het wapen van het Aduarderzijlvest erop belooft.

## Commies Provinciaal
Maar omdat hij door deze reis wel goede contacten had aangeknoopt met Stad en Lande zag hij kans om benoemd te worden als commies provinciaal voor de waterstaat als opvolger van Fecko Veltman. De belangrijke personen in de Groningse kamer van de WIC waren ook lid van Gedeputeerde Staten. Het is onduidelijk waarom hij hiervoor benoemd werd, omdat hij op dit gebied geen ervaring had. Wellicht zocht met vooral iemand die doortastend zou kunnen handelen. Tijdens zijn kennismakingsreis langs de dijken begin 1717 constateerde hij veel zwakke plekken en een zwakke organisatievorm. Dit zette bij een aantal bestuurders wel kwaad bloed.

## Kerstvloed
Aan het eind van zijn eerste jaar als Provinciaal Commies was er een zware storm met overstromingen, Bij deze Kerstvloed van 1717 werd de provincie zwaar getroffen. Het zeewater reikte na de dijkbreuken tot de stad Groningen. Meer dan 2000 mensen kwamen om het leven en de materiële schade was enorm. Van Seeratt werd belast met de reddingsoperaties, die hij zeer kundig uitvoerde. Direct in januari 1718 werd begonnen met het herstel en de verbetering van de Groninger dijken (de tegenwoordige Middendijk). Van Seeratt ontwierp zwaardere dijkprofielen, maar voor de uitvoering van het werk was men afhankelijk van de bereidheid en de draagkracht van de dijkplichtigen. De afgevaardigden van de Ommelanden wilden de kosten ten laste van de centrale provinciekas brengen, maar de stad Groningen verzette zich daartegen. In deze kwestie werd door de Staten van Friesland bemiddeld. Besloten werd ook dat ook de bewoners van landstreken die niet aan de zee grensden moesten meehelpen bij het herstel en de versterking van de dijken. Hiertegen ontstond echter verzet dat culmineerde in de Boerenopstand van 1718, waarbij duizenden boeren en burgers op 4 oktober 1718 het Huis te Aduard van jonker Evert Joost Lewe aanvielen. Soldaten wisten de opstandelingen uiteen te jagen met enkele doden tot gevolg. De leiders van de opstand werden terechtgesteld.
Van Seeratt slaagde er evenwel niet in het gehele dijkwezen onder centraal provinciaal gezag te brengen. Zijn ervaringen legde hij neer in een ‘Journael en Dyckagie’. Van dit Journaal zijn exemplaren aanwezig in de Provinciale Bibliotheek van Friesland en in het Rijksarchief in Groningen.
In 1721 werd hij benoemd tot rentmeester van de vaste goederen der provincie. Hij reorganiseerde de administratie van de zogenaamde provincielanden. Hij startte met de kartering van het provinciebezit, waarbij hij gebruik maakte van de diensten van de landmeters Hindrik Warner Folckers (1699-1730) en Henricus Teysinga (1706-1756). De meeste van deze kaarten zijn in 1996 opnieuw gepubliceerd door Meindert Schroor in de ‘De Atlas der provincielanden van Groningen’ (1722-1736).

## Huizen
De vooraanstaande positie van Van Seeratt bood hem de mogelijkheid om naast zijn huis Overwater (van 1719 tot 1724, in 1973 werd dit in 1664 gebouwde buitenverblijf gesloopt) in Hoogezand, ook in de stad Groningen een groot pand te verwerven. In 1722 kocht hij van jonker Tamminga van Alberda het befaamde Calmershuis. Hij bleef er wonen tot zijn dood op 24 maart 1736.
Daarnaast bezat Van Seeratt, soms kortstondig, vele panden en tuinen rondom de stad Groningen. Dikwijls verkocht hij aanvankelijk braakliggende terreinen door, nadat hij er een huis op had gezet. Hij was gedurende de gehele periode in Groningen actief als vastgoedhandelaar.

## Waterschappen
In 1925 wordt een waterschap naar hem genoemd: Thomas van Seeratt, dit waterschap is inmiddels opgegaan in het waterschap Noorderzijlvest. Ook naar zijn huis Overwater werd een waterschap genoemd, dit is inmiddels een onderdeel van het waterschap Hunze en Aa's. De provinciale waterstaat heeft een werkschip dat naar hem genoemd is.
In september 2023 heeft het werkschip een andere naam gekregen, PW17, i.v.m. slavernijverleden. Dat gebeurde op verzoek van Volt en GroenLinks.